# Myrteta leroyi
Myrteta leroyi är en fjärilsart som beskrevs av Fletcher 1958. Myrteta leroyi ingår i släktet Myrteta och familjen mätare. Inga underarter finns listade i Catalogue of Life.